# Courtney Lee
Courtney Lee (Indianápolis, Indiana; 3 de octubre de 1985) es un jugador de baloncesto estadounidense que actualmente se encuentra sin equipo. Mide 1,96 metros de altura, y juega en la posición de escolta.

## Trayectoria deportiva

### Universidad
Jugó durante cuatro temporadas con los Hilltoppers de la Western Kentucky, siendo titular en todos los partidos que disputó. Ha sido elegido en tres ocasiones en el mejor quinteto de la Sun Belt Conference, y en su temporada sénior, tras promediar 20,4 puntos, la segunda mejor marca de la conferencia y en el puesto 28 de la nación, llevó a su equipo a disputar los octavos de final del Torneo de la NCAA, consiguiendo el premio de mejor jugador de la conferencia.
En el total de su carrera universitaria promedió 17,6 puntos y 5,2 rebotes por partido. Se licenció en sociología y criminología.

#### Estadísticas
| Año     | Equipo           | PJ  | PT  | MPP  | %TC  | %3P  | %TL  | RPP | APP | ROB | TPP | PPP  |
| ------- | ---------------- | --- | --- | ---- | ---- | ---- | ---- | --- | --- | --- | --- | ---- |
| 2004–05 | Western Kentucky | 31  | 31  | 33.2 | .450 | .399 | .722 | 5.2 | 2.0 | 1.8 | .5  | 14.9 |
| 2005–06 | Western Kentucky | 30  | 30  | 31.1 | .451 | .408 | .847 | 6.3 | 2.9 | 2.6 | .3  | 17.4 |
| 2006–07 | Western Kentucky | 30  | 30  | 30.6 | .472 | .401 | .840 | 4.6 | 1.9 | 1.5 | .8  | 17.3 |
| 2007–08 | Western Kentucky | 36  | 36  | 30.0 | .477 | .397 | .822 | 4.9 | 2.1 | 1.8 | .8  | 20.4 |
| Total   | Total            | 127 | 127 | 31.2 | .464 | .401 | .817 | 5.2 | 2.2 | 1.9 | .6  | 17.6 |

### Profesional
Fue elegido en la vigesimosegunda posición de la primera ronda del Draft de la NBA de 2008 por Orlando Magic, equipo con el cual firmó contrato a principios del mes de julio de 2008.En su primera temporada como novato con los Orlando Magic fue campeón de la conferencia del este y alcanzó las finales contra los Lakers perdiendo en esa serie por 4-1
El 25 de junio de 2009 fue traspasado junto con Rafer Alston y Tony Battie a New Jersey Nets a cambio de Vince Carter.
En agosto de 2010 fue traspasado a Houston Rockets en un intercambio que involucró a cuatro equipos de la NBA. El 20 de julio de 2012 fue enviado a Boston Celtics.
El 7 de enero de 2014, un traspaso a tres bandas entre los Celtics, los Memphis Grizzlies y los Oklahoma City Thunder llevó a Lee a los Grizzlies, a cambio de Jerryd Bayless y el jugador de los Thunder Ryan Gomes.
El 16 de febrero de 2016 fue traspasado a Charlotte Hornets a cambio de P.J. Hairston, Brian Roberts y dos futuras rondas del draft.
El 31 de enero de 2019, se hace oficial su traspaso a Dallas Mavericks junto a Kristaps Porziņģis, Tim Hardaway Jr. y Trey Burke a cambio de Dennis Smith Jr., DeAndre Jordan, Wesley Matthews y un dos futuras elecciones de primera ronda del draft.

## Estadísticas de su carrera en la NBA

### Temporada regular
| Año     | Equipo     | PJ  | PT  | MPP  | %TC  | %3P  | %TL  | RPP | APP | ROB | TPP | PPP  |
| ------- | ---------- | --- | --- | ---- | ---- | ---- | ---- | --- | --- | --- | --- | ---- |
| 2008-09 | Orlando    | 77  | 42  | 25.2 | .450 | .404 | .830 | 2.3 | 1.2 | 1.0 | .2  | 8.4  |
| 2009-10 | New Jersey | 71  | 66  | 33.5 | .436 | .338 | .869 | 3.5 | 1.7 | 1.3 | .3  | 12.5 |
| 2010-11 | Houston    | 81  | 1   | 21.3 | .439 | .408 | .792 | 2.6 | 1.2 | .7  | .2  | 8.3  |
| 2011-12 | Houston    | 58  | 26  | 30.3 | .433 | .401 | .826 | 2.7 | 1.5 | 1.2 | .4  | 11.4 |
| 2012-13 | Boston     | 78  | 39  | 24.9 | .464 | .372 | .861 | 2.4 | 1.8 | 1.1 | .3  | 7.8  |
| 2013-14 | Boston     | 30  | 0   | 16.8 | .492 | .442 | .818 | 1.6 | 1.1 | .7  | .3  | 7.4  |
| 2013-14 | Memphis    | 49  | 47  | 30.0 | .476 | .345 | .900 | 2.8 | 1.7 | .9  | .4  | 11.0 |
| 2014-15 | Memphis    | 77  | 74  | 30.6 | .448 | .402 | .860 | 2.3 | 2.0 | 1.0 | .2  | 10.1 |
| 2015-16 | Memphis    | 51  | 37  | 29.2 | .458 | .370 | .826 | 2.3 | 1.5 | 1.0 | .3  | 10.0 |
| 2015-16 | Charlotte  | 28  | 28  | 30.2 | .445 | .392 | .885 | 3.1 | 2.1 | 1.2 | .4  | 8.9  |
| 2016-17 | New York   | 77  | 74  | 31.9 | .460 | .400 | .870 | 3.4 | 2.3 | 1.1 | .3  | 10.8 |
| 2017-18 | New York   | 76  | 69  | 30.4 | .454 | .406 | .919 | 2.9 | 2.4 | 1.1 | .2  | 12.0 |
| 2018-19 | Dallas     | 22  | 4   | 12.2 | .390 | .282 | .714 | 1.2 | 1.0 | .6  | .0  | 3.6  |
| 2019-20 | Dallas     | 24  | 9   | 14.4 | .488 | .447 | .857 | 1.3 | .5  | .8  | .3  | 4.5  |
| Total   | Total      | 811 | 518 | 27.1 | .451 | .388 | .853 | 2.6 | 1.7 | 1.0 | .3  | 9.6  |

### Playoffs
| Año   | Equipo    | PJ | PT | MPP  | %TC  | %3P  | %TL   | RPP | APP | ROB | TPP | PPP  |
| ----- | --------- | -- | -- | ---- | ---- | ---- | ----- | --- | --- | --- | --- | ---- |
| 2009  | Orlando   | 21 | 16 | 26.2 | .435 | .273 | .885  | 1.9 | 1.3 | .9  | .1  | 8.0  |
| 2013  | Boston    | 4  | 0  | 9.8  | .200 | .000 | 1.000 | .5  | .3  | .5  | .0  | 1.5  |
| 2014  | Memphis   | 7  | 7  | 32.0 | .417 | .316 | .778  | 2.0 | 1.6 | .7  | .3  | 10.0 |
| 2015  | Memphis   | 11 | 11 | 33.4 | .550 | .467 | .957  | 2.5 | 2.2 | 1.1 | .0  | 13.3 |
| 2016  | Charlotte | 7  | 7  | 36.7 | .412 | .444 | .933  | 2.9 | 1.3 | .9  | .4  | 8.6  |
| Total | Total     | 50 | 41 | 28.7 | .457 | .346 | .895  | 2.1 | 1.4 | .9  | .2  | 9.0  |